# Dziewiąty Kneset
Dziewiąty Kneset – dziewiąta kadencja parlamentu Izraela odbywająca się w latach 1977–1981.
Wybory odbyły się 17 maja 1977, a pierwsze posiedzenie parlamentu miało miejsce 13 czerwca 1977.

## Posłowie
Posłowie wybrani w wyborach:
| Partia                    | Posłowie |
| ------------------------- | --- |
| Likud                     | Mosze Arens, Joram Aridor, Eljakim Badi’an, Menachem Begin, Jicchak Berman, Ge’ula Kohen, Me’ir Kohen-Awidow, Jigal Kohen-Orgad, Jigal Kohen, Chajjim Korfu, Micha’el Dekel, Sara Doron, Simcha Erlich, Jechezkel Flomin, Pesach Grupper, Jigga’el Hurwic, Mosze Kacaw, Awraham Kac, Chajjim Kaufman, Dawid Lewi, Amnon Lin, Etan Liwni, Mosze Meron, Roni Milo, Jicchak Moda’i, Amal Nasser el-Din, Mosze Nissim, Ehud Olmert, Gidon Patt, Jicchak Perec, Szemu’el Rechtman, Josef Rom, Menachem Sawidor, Hillel Seidel, Mosze Szamir, Icchak Szamir, Awraham Szarir, Dow Szilanski, Eli’ezer Szostak, Zalman Szowal, Josef Tamir, Mordechaj Cippori, Ezer Weizman |
| Koalicja Pracy            | Jigal Allon, Mosze Amar, Jacques Amir, Adi’el Amora’i, Szoszanna Arbeli-Almozlino, Chajjim Bar-Lew, Uzzi Baram, Mosze Dajan, Abba Eban, Tamar Eszel, Naftali Feder, Chajka Grossman, Menachem Hakohen, Amos Hadar, Micha’el Charisz, Szelomo Hillel, Jerucham Meszel, Elijjahu Mojal, Ora Namir, Icchak Nawon, Szimon Peres, Icchak Rabin, Jehoszua Rabinowic, Danijjel Rosolio, Josi Sarid, Mosze Szachal, Elijjahu Speiser, Me’ir Talmi, Gad Ja’akowi, Aharon Jadlin, Jechezkel Zakaj, Chajjim Josef Cadok, |
| Dasz                      | Me’ir Amit, Szafik Asad, Zajdan Ataszi, Mordechaj Elgrabli, Dawid Golomb, Binjamin Halewi, Akiwa Nof, Amnon Rubinstein, Szemu’el Tamir, Szemu’el Toledano, Mordechaj Wirszubski, Stef Wertheimer, Jigael Jadin, Assaf Jaguri, Me’ir Zorea |
| Narodowa Partia Religijna | Aharon Abuchacira, Eli’ezer Awtabi, Jehuda Ben-Me’ir, Josef Burg, Chajjim Drukman, Dawid Glass, Zewulun Hammer, Awraham Melammed, Ben-Cijjon Rubin, Pinchas Scheinman, Sara Sztern-Katan, Zerach Warhaftig |
| Hadasz                    | Charlie Biton, Hanna Mwais, Taufik Tubi, Me’ir Wilner, Taufik Zi’ad |
| Agudat Israel             | Jehuda Me’ir Abramowicz, Szelomo-Ja’akow Gross, Szelomo Lorincz, Menachem Porusz |
| Szeli                     | Arje Eli’aw, Me’ir Pa’il |
| Szlomcijon                | Ariel Szaron, Jicchak Jicchaki |
| Rozwój i Pokój            | Szemu’el Flatto-Szaron |
| Ratz                      | Szulammit Alloni |
| Niezależni Liberałowie    | Gidon Hausner |
| Po’alej Agudat Jisra’el   | Kalman Kahana |
| Zjednoczona Lista Arabska | Sajf ad-Din az-Zubi |

### Zmiany
Zmiany w trakcie kadencji:
| Następca           | Poprzednik          | Partia                    | Data             |
| ------------------ | ------------------- | ------------------------- | ---------------- |
| Emri Ron           | Chajjim Josef Cadok | Koalicja Pracy            | 2 stycznia 1978  |
| Szelomo Elijjahu   | Me’ir Zorea         | Dasz                      | 15 lutego 1978   |
| Awraham Kac-Oz     | Icchak Nawon        | Koalicja Pracy            | 18 kwietnia 1978 |
| Ze’ew Kac          | Aharon Jadlin       | Koalicja Pracy            | 12 stycznia 1979 |
| Uri Awneri         | Arje Eli’aw         | Szeli                     | 31 stycznia 1979 |
| Hamad Abu Rabia    | Sajf ad-Din az-Zubi | Zjednoczona Lista Arabska | 3 kwietnia 1979  |
| Dawid Sztern       | Szemu’el Rechtman   | Likud                     | 18 czerwca 1979  |
| Ester Herlitz      | Jehoszua Rabinowic  | Koalicja Pracy            | 14 sierpnia 1979 |
| Jehuda Chaszaj     | Jigal Allon         | Koalicja Pracy            | 29 lutego 1980   |
| Se’adja Marciano   | Me’ir Pa’il         | Szeli                     | 19 maja 1980     |
| Dżabr Mu’addi      | Hamad Abu Rabia     | Zjednoczona Lista Arabska | 12 stycznia 1981 |
| Walid Sadik        | Uri Awneri          | Szeli                     | 13 lutego 1981   |
| Awraham Lewenbraun | Hanna Mwais         | Hadasz                    | 13 lutego 1981   |
| Stella Lewi        | Stef Wertheimer     | Szeli                     | 20 lutego 1981   |

## Historia
Dziewiąty Kneset był pierwszym, w którym lewicowe partie należące do Koalicji Pracy znalazły się w opozycji, a tworzony rząd był centro-prawicowy. W trakcie obrad parlamentu doszło do licznych przejść posłów z frakcji do frakcji. Wielu posłów kilkakrotnie zmieniło klub parlamentarny.
Najważniejszym wydarzeniem była wizyta egipskiego prezydenta Anwara Sadata w Jerozolimie i jego przemówienie w Knesecie (20 listopada 1977). Niespełna półtora roku później nastąpiło podpisanie pierwszego porozumienia pokojowego między Izraelem a arabskim państwem. We wrześniu 1978 Kneset większością zaaprobował postanowienia porozumienia zawartego w Camp David, a następnie w marcu 1979 traktat pokojowy z Egiptem. Równocześnie rozpoczęły się parlamentarne debaty w kwestii przyznania niezależności Judei, Samarii i Strefy Gazy. Nie zdołano jednak wypracować porozumienia w tej sprawie.
W związku z pogorszeniem się bezpieczeństwa Izraela na granicy północnej, izraelska armia przeprowadziła w marcu 1978 operację „Litani” w południowym Libanie.
W tym okresie spadła liczba zamachów terrorystycznych na terytorium Izraela, jednak w marcu 1978 nastąpił atak na autobus na Coastal Road. Inny zamach nastąpił w Antwerpii (Belgia), w którym większość ofiar była dziećmi. Pod koniec kadencji dziewiątego Knesetu Siły Powietrzne Izraela zaatakowały i zniszczyły reaktor atomowy w Iraku.
Ważnym zjawiskiem był wzrost liczby żydowskich osadników w Judei, Samarii i Strefie Gazy. Ich liczba wzrosła w tym czasie do około 8300 osób. Osadnicy przesiedlali się na te tereny i prowadzili spokojne życie. Jednak odzywały się pojedyncze radykalne prawicowe grupy żydowskie, które usiłowały zabić kilku arabskich burmistrzów. W 1978 został założony ruch „Peace Now”.

### Osiemnasty rząd(1977–1981)
Osiemnasty rząd został sformowany przez Menachema Begina w dniu 20 czerwca 1977.